# إرهاب نووي

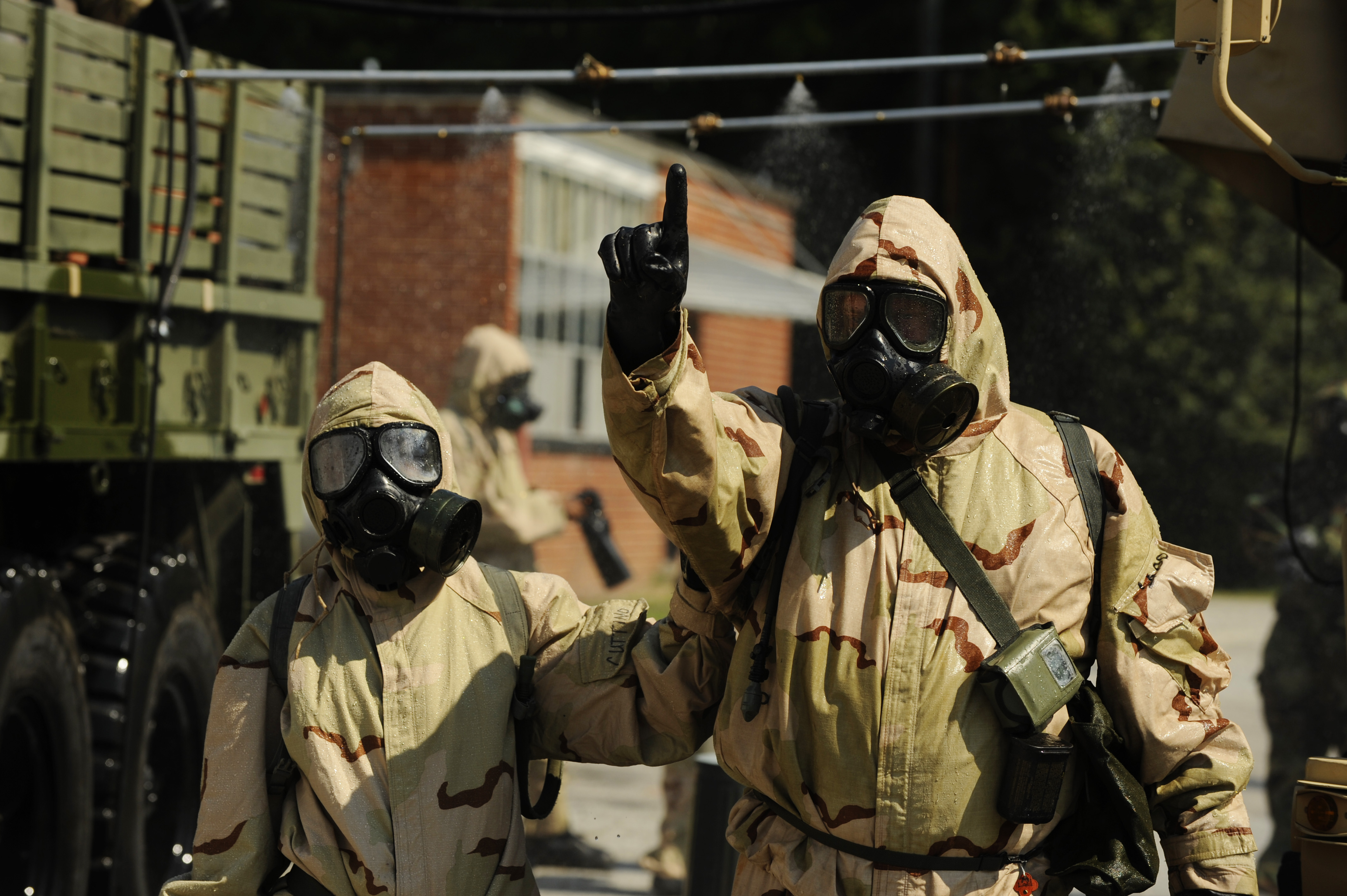
الرقيب في الجيش الأمريكي كريس لاد، الكتيبة الكيميائية 108، الحرس الوطني لكارولينا الجنوبية

يشير الإرهاب النووي إلى أي شخص أو أشخاص يقومون بتفجير سلاح نووي في إطار عمل إرهابي (أي أي استخدام غير قانوني أو غير أخلاقي للعنف لأسباب سياسية أو دينية). بعض تعاريف الإرهاب النووي تشمل أيضا تخريب منشأة نووية و/أو تفجير قنبلة إشعاعية، لكن لا يوجد توافق في الآراء. من الناحية القانونية، يعتبر الإرهاب النووي جريمة تُرتكب إذا استخدم شخص ما بطريقة غير مشروعة وعن قصد «المواد المشعة بأي شكل من الأشكال... بغرض التسبب في الوفاة أو إصابة جسدية خطيرة؛ أو بقصد إلحاق أضرار جسيمة بالممتلكات أو بالبيئة؛ أو بقصد إجبار شخص طبيعي أو اعتباري أو منظمة دولية أو دولة على القيام أو الامتناع عن القيام بعمل ما»، وفقًا لمعاهدة الأمم المتحدة لقمع أعمال الإرهاب النووي لسنة 2005.
إن إمكانية استخدام المنظمات الإرهابية للأسلحة النووية (بما في ذلك الأسلحة ذات الحجم الصغير، مثل تلك التي تُوضع في حقائب) هو أمر معروف في الثقافة الأمريكية، وفي بعض الأحيان تمت مناقشة الأمر من قبلُ في الأوساط السياسية للولايات المتحدة. يمكن للإرهابيين الحصول على سلاح نووي. ومع ذلك، على الرغم من السرقة والاتجار بكميات صغيرة من المواد الانشطارية، وكلها مواد ذات أهمية منخفضة وأقل من المواد النووية الخاصة من الفئة الثالثة، إلى أنه لا يوجد دليل موثوق على أن أي جماعة إرهابية قد نجحت في الحصول على الفئة الأولى من الأسلحة النووية، أي كمية البلوتونيوم اللازمة لصنع سلاح نووي.

## نظرة
يمكن أن يشمل الإرهاب النووي:
- الحصول على أو تصنيع سلاح نووي.
- صنع قنبلة إشعاعية.
- مهاجمة مفاعل نووي؛ على سبيل المثال، تعطيل المدخلات الحيوية (مثل إمدادات المياه).
- مهاجمة أو الاستيلاء على غواصة أو طائرة أو قاعدة مسلحة نوويا.[6]

وفقا لتقرير صدر عام 2011 عن مركز بيلفر للعلوم والشؤون الدولية بجامعة هارفارد، يمكن تمييز الإرهاب النووي من خلال أربعة مسارات:
- استخدام سلاح نووي تمت سرقته أو تم شراؤه من السوق السوداء.
- استخدام عبوة ناسفة بدائية تم صنعها سواء من قبل الإرهابيين أو العلماء النوويين الذين جندتهم المنظمة الإرهابية.
- استخدام عبوة ناسفة صنعها الإرهابيون وشركاؤهم باستخدام المواد الانشطارية الخاصة بهم.
- اقتناء المواد الانشطارية من دولة قومية.
- إنشاء جهاز قد يعطي معلومات حول تكوين المكونات اللازمة لسلاح نووي.

وصف الرئيس الأمريكي السابق باراك أوباما الإرهاب النووي بأنه «أهم تهديد للأمن القومي تواجهه الولايات المتحدة». في أول خطاب له أمام مجلس الأمن الدولي، قال الرئيس أوباما إن «سلاحًا نوويًا واحدًا قد انفجر في مدينة - سواء كانت نيويورك أو موسكو أو طوكيو أو بكين أو لندن أو باريس - يمكن أن يقتل مئات الآلاف من الناس». سوف «يزعزع استقرار أمننا واقتصاداتنا وطريقة حياتنا».

## تاريخ
أبدى السياسيون قلقهم منذ ديسمبر عام 1945 من احتمال تهريب أسلحة نووية إلى داخل الولايات المتحدة في أوقات الصراع الذي كان يدور بين قوى العالم الكبرى خلال الحرب الباردة. سأل أحد أعضاء الكونغرس الفيزيائي روبرت أوبنهايمر (الذي لُقب بمخترع القنبلة النووية) عن إمكانية اكتشاف قنبلة نووية مُهربة. وجرى الحوار كالتالي:
النائب ميليكن: لدينا أجهزة تكشف عن الألغام، وهي فعالة للغاية. ولذا كنت أتساءل عما إذا كان من الممكن أن نبتكر شيئًا من هذا القبيل لاستخدامه كوسيلة دفاع ضد القنابل النووية.

دكتور أوبنهايمر: إذا طلبت مني أن أتجول في سراديب واشنطن بأجمعها حتى أتأكد من وجود قنبلة نووية بداخلها من عدمها، فعلى الأرجح أن كل ما أحتاجه هو مفك صغير لفتح الصناديق والنظر إلى ما بداخلها. لا أظن أن بإمكاننا أن نفطن إلى الكثير من الأشياء إذا لم نقم بشيء سوى التلويح بأداة صغيرة في كل مكان.
شجعت تلك المقولة على بذل جهود إضافية لتسكين مخاوف تهريب الأسلحة النووية خلال خمسينيات القرن العشرين.
بدأت نقاشات الخبراء حول إمكانية قيام بعض الجهات غير الحكومية بعمليات إرهاب نووي في سبعينيات القرن العشرين. ففي عام 1975، حذرت جريدة ذي إيكونوميست من ذلك قائلةً: «صناعة القنبلة لا تستلزم سوى بضعة أرطال من البلوتونيوم. وبحلول منتصف الثمانينيات صارت محطات الطاقة النووية تنتج 200,000 أرطال على الأقل من هذه المادة كل عام. وإذا لم نغير الطرق المتبعة حاليًا تغييرًا جذريًا، فسوف تنتقل آلاف الأرطال من تلك المادة من محطة نووية إلى أخرى لإكمال دورة الوقود النووي. وفي هذا الموقف تتجلى مخاطر السرقة بوضوح... يمكن التخفيف من تلك الأخطار إلى حد ما عبر التعاون الوثيق بين الحكومات وهيئة الطاقة الذرية الدولية حتى في تلك المرحلة المتأخرة». علقت جريدة نيويورك تايمز في عام 1981 قائلةً: «تأسست فرقة دعم الطوارئ النووية في ظل تداعيات عملية ميونيخ الإرهابية التي وقعت في منتصف عام 1972. لم تأخذ الحكومة الأمريكية آفة الجماعات الإرهابية الدولية المنظمة على محمل الجد قبل تلك الحادثة، ناهيك عن خطر الإرهاب النووي. فقد افترضت واشنطن حينها أن قيمة ما يُعرف بالمواد النووية الخاصة (مثل البلوتونيوم أو اليورانيوم عالي التخصيب) طائلة للغاية بحيث تكون المراقبة المالية الصارمة للمقاولين الذين يتعاملون مع تلك المواد كافية لحمايتها من الوقوع في الأيادي الخاطئة. ولكن بعد تلك الحادثة، اتضح لنا مدى فداحة الإهمال تجاه حماية المواد النووية الصالحة لصناعة الأسلحة من السرقة».
انخرط الجمهور في نقاشات الإرهاب النووي بدرجة أكبر في ثمانينيات القرن العشرين عقب إذاعة برنامج «سبيشال بوليتين» على قناة هيئة الإذاعة الوطنية (إن بي سي)، وهو برنامج تلفزيوني يصور خطر الإرهاب النووي على الولايات المتحدة بطابع درامي. وفي عام 1986، نشرت فرقة العمل الدولية لمنع الإرهاب بيانًا تحث فيه جميع الدول المُسلحة بأسلحة نووية على الحذر من أخطار الإرهاب، والعمل على تزويد الترسانات النووية الخاصة بهم بأجهزة السماح بتسليح الأسلحة النووية. حذر الخبراء من أن «احتمال حدوث عمل إرهابي نووي يتزايد مع مرور الوقت، ومن المتوقع أن يتسبب في عواقب كارثية للمجتمعات الحضرية والصناعية على حد سواء».
هيئة الأمن النووي العالمي هي منظمة تسعى إلى الوقاية من الإرهاب النووي وتعزيز الأمن النووي العالمي. وهي تعمل جنبًا إلى جنب مع هيئة الطاقة الذرية الدولية. أُسست تلك المنظمة في عام 2008، أي بعد اقتحام منشأة بليندابا النووية في جنوب أفريقيا بعام واحد تقريبًا. احتوت تلك المنشأة على كمية كافية من اليورانيوم المُخصب لصناعة عدة قنابل نووية.
مبادرة مكافحة الإرهاب النووي العالمية هي شراكة عالمية تضم 86 دولة وأربعة مراقبين رسميين يعملون على تحسين القدرة على منع الأحداث الإرهابية النووية وكشفها والاستجابة لها على المستوى المحلي والمستوى الدولي. ينضم الشركاء إلى تلك المبادرة عبر المصادقة على إقرار المبادئ، وهو عبارة عن قائمة واسعة تضم جميع أهداف الأمن النووي. تتكفل الدول المشاركة في تلك المبادرة بتنظيم واستضافة ورش العمل والمؤتمرات والتدريبات التي تهدف للتوعية بأفضل الأساليب لتطبيق بنود بيان المبادئ. تعقد المبادرة أيضًا جلسات عامة لمناقشة التحسينات والتعديلات المقترحة للشراكة.
تثير قضية بيع الأسلحة النووية في السوق السوداء قلقًا عالميًا، ويخشى البعض من إمكانية تفجير قنبلة صغيرة بدائية الصنع من قبل إحدى الجماعات المسلحة في إحدى المدن الكبيرة، ما قد يتسبب في أضرار جسيمة للأرواح والممتلكات.
يخشى البعض من أن إحدى الجماعات الإرهابية قد تتمكن من تفجير قنبلة قذرة، وهي نوع من أنواع الأسلحة الإشعاعية. تُصنع القنبلة القذرة من أي مصدر إشعاعي وجهاز تفجير تقليدي. وعلى الأرجح لن تتسبب تلك القنبلة في أي انفجار نووي أو أي وفيات بصفة مباشرة، ولكنها قادرة على نثر المواد الإشعاعية في الجو ما قد يتسبب في تهاطل نووي يعتمد في قوته على نوع المادة الإشعاعية المُستخدمة. ثمة نوع آخر من الأسلحة الإشعاعية يُدعى سلاح تعريض إشعاعي، وهو لا يحتاج إلى جهاز تفجير. تُعد تلك الأسلحة الإشعاعية جاذبة للجماعات الإرهابية نظرًا لفاعليتها الشديدة في نشر الرعب والذعر وسط الجمهور (لا سيما وأنها تنطوي على خطر التسمم الإشعاعي)، ومن شأنها أن تلوث المنطقة المحيطة بها لبعض الوقت، ما يعطل بدوره جهود إصلاح التلف الحاصل، ما يتسبب بدوره في خسائر اقتصادية جسيمة.

## القاعدة
طبقًا لإفادة ماثيو بون وأنثوني فير، في عام 2003، طلب أسامة بن لادن فتوى من أحد شيوخ السعودية العربية سائلًا إياه عما إذا كانت الشريعة الإسلامية تبيح له استخدام سلاح نووي ضد المدنيين في حالة عدم وجود خيار آخر للدفاع عن المسلمين ضد أفعال الجيش الأمريكي.
طبقًا للوثائق الدبلوماسية المُسربة، استطاعت القاعدة أن تنتج أسلحة إشعاعية بعد حصولها على المواد الإشعاعية وتجنيد عدة علماء فاسدين لمساعدتها في بناء القنابل القذرة. صرحت القاعدة، إلى جانب جماعة شمال القوقاز الإرهابية التي تحاول إقامة دولة إسلامية في روسيا، مرارًا أنها تسعى وراء الحصول على أسلحة نووية، وأنها حاولت أن تحصل عليها مسبقًا. حاولت القاعدة أكثر من مرة أن تحصل على أسلحة نووية على مدار عقدين تقريبًا عبر شراء المواد النووية المسروقة، وفتشت عن خبراء الأسلحة النووية عدة مرات. صرح أسامة بن لادن قائلًا أن حصوله على أسلحة نووية أو أي نوع آخر من أسلحة الدمار الشامل هو «واجب ديني». على الرغم من الجهود الواسعة التي قامت بها منظمات مكافحة الإرهاب التي عرقلت سعي القاعدة وراء صناعة تلك الأسلحة المعقدة، إلا أنه لا يوجد دليل حتى الآن أن القاعدة يأست من محاولة الحصول على المواد الانشطارية. بينت التصاريح التي أُعلنت حديثًا في عام 2008 أن طموحات القاعدة في الحصول على الأسلحة النووية لا تزال قوية.

## داعش
أبدت داعش طموحًا في استخدام أسلحة الدمار الشامل. على الرغم من أن فرصة داعش في الحصول على قنبلة نووية ضعيفة للغاية، إلا أنها حاولت (أو يُشتبه في أنها حاولت) أن تحصل على قنبلة نووية قذرة. وفي يوليو عام 2014، استولت داعش على بعض المواد النووية في جامعة الموصل. بعث سفير العراق في الأمم المتحدة رسالة إلى الأمين العام بان كي مون قائلًا فيها أن تلك المواد التي كانت مُخبأة في الجامعة صالحة للاستخدام في صناعة أسلحة دمار شامل. ولكن الخبراء النوويين قدروا أن هذا الخطر ضئيل للغاية. قالت المتحدثة باسم هيئة الطاقة الذرية الدولية أن المواد الإشعاعية التي استولت عليها داعش «غير مخصبة ولا تشكل خطرًا ملحوظًا على الأمن أو انتشار الأسلحة النووية».